# Латышев, Пётр Васильевич
Латышев Петр Васильевич (29 июня (10 июля) 1882 — 1942) — горный инженер, сотрудник отдела технического контроля Монетного двора.

## Биография
В 1900 году с золотой медалью окончил 6-ю Санкт-петербургскую гимназию, в 1907 году — Петербургский горный институт и 4 (17) апреля был определён на Монетный двор. С 1911 года занимал должность помощника управляющего Медальной и вспомогательными частями.
В «Известиях Императорской археологической комиссии» опубликовал ряд переводов:
- G. Baldwin Brown Попечение о памятниках старины в Европейских государствах (Вып. 22);
- G. M. Hirst Ольвийские культы / пер. с англ. (Вып. 27. — 1908);
- G. Verhas Определение стёртых монет / пер. с франц. (Вып. 33. — 1909).

После революции 1917 года он поработал недолго и 15 декабря 1918 года был уволен. Однако 20 июня 1922 года был вновь принят на работу, на должность управляющего Монетными переделами.
В 1924 году был командирован в Англию, где организовал чеканку серебряных и медных монет СССР.
Работал до 4 августа 1941 года, город не покинул и погиб в блокадном Ленинграде в 1942 году.

## Работа на Монетном дворе
Пётр Латышев чеканил монеты 50 копеек образца 1922 года (1921—1922, Russia/U.S.S.R. # 83 по каталогу Краузе) и полтинника 1924 годов (1924, Russia/U.S.S.R. # 89.1 по каталогу Краузе, тираж 26 559 000), а также рубль 1924 года (1924, Russia/U.S.S.R. # 89.1 по каталогу Краузе, тираж 12 998 000).
Инициалы Петра Латышева ПЛ отчеканены на монетах 1922—1927 годов:
- 1922 год буквы вязью в скобках, в этом году также встречалось обозначение АГ (которое было на монетах предыдущего 1921 года) — А. Ф. Гартман, начальник монетных переделов Петроградского монетного двора
- 1924 год строчные буквы без скобок, в гуртовых легендах полтинников 1924 года также встречалось ПЛ. Альтернатива ТР — Томас (Фома) Рос — начальник монетных переделов Лондонского монетного двора
- С 1925 года чеканились строчные буквы в скобках.

С инициалами Петра Латышева связана легенда о том, что первые советские монеты были платиновыми